# Miguel Urano
Miguel Urano (en griego: Μιχαήλ Οὐρανός, romanizado: Michaél Ouranós; en latín: Michael Uranus) fue un funcionario bizantino del siglo X, activo durante el reinado del emperador bizantino Basilio II.

## Biografía
Miguel era el hermano de Nicéforo Urano. Se lo cita por primera vez sin nombre en la epístola 36 de su hermano a Manuel. Esta carta está fechada después de 996, pues en ella Nicéforo se queja de los horrores de la guerra y ocupa posiciones militares después de esa fecha. También menciona que Miguel estuvo en Nauplia y confió su fortuna a ciertas personas, presuntamente usureros, y perdió casi todo. Por eso, amigos, enemigos y sirvientes se volvieron en su contra y Nicéforo le pidió a Manuel que recuperara la posesión de su hermano y castigara a los culpables.
Miguel fue el destinatario de la Epístola 37 de Nicéforo en la que se alude a las pérdidas económicas de Miguel, sin embargo, indica exactamente lo que sucedió. Se lo menciona en la Epístola 39 dirigida al metropolitano Simeón de Euceta y el cartofílax Juan en la que se menciona que Miguel y Nicéforo acompañaron al emperador Basilio II en una campaña.